# Aaron Armstrong

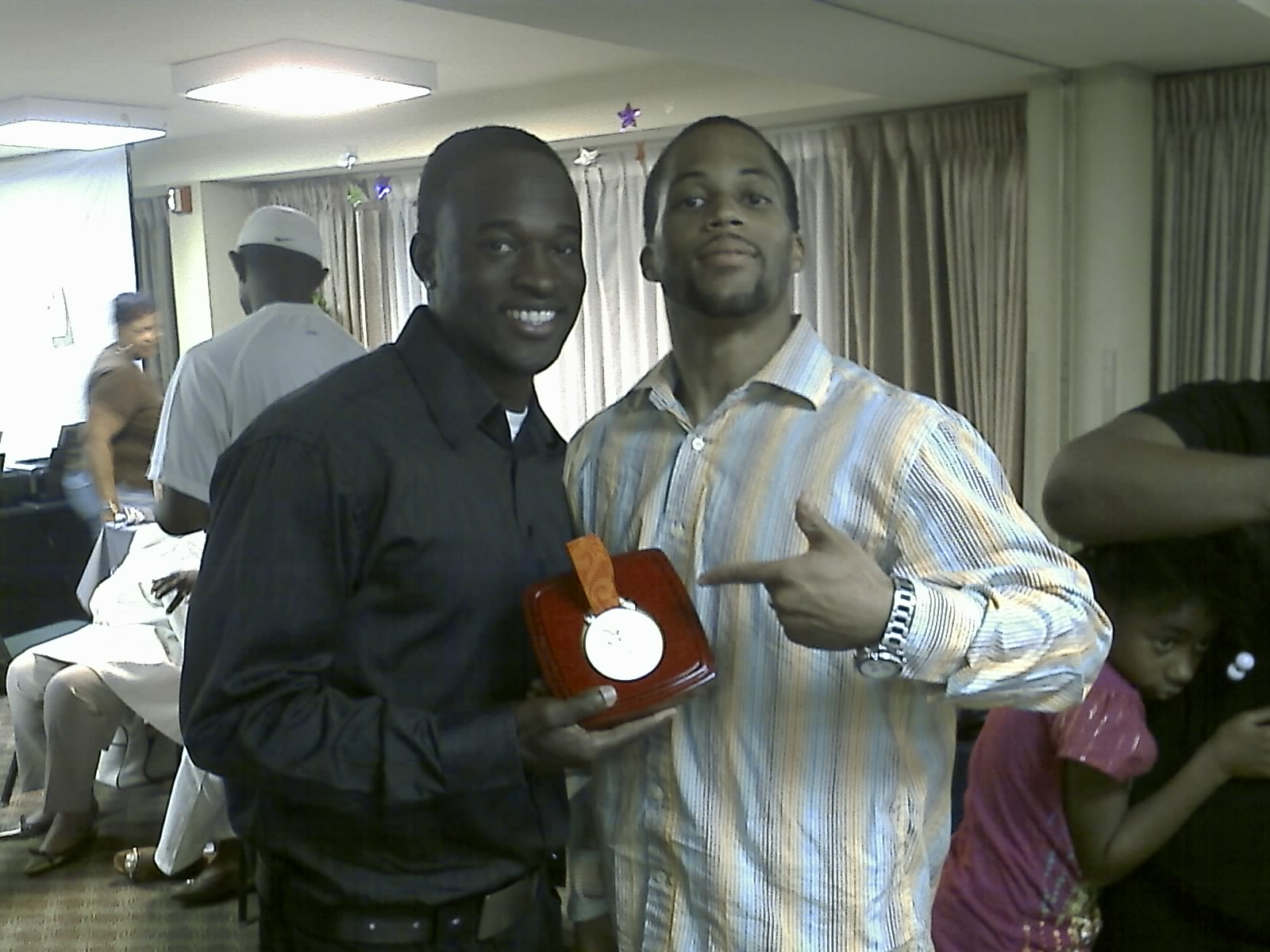
Aaron Armstrong (links) mit seiner olympischen Silbermedaille, 2008

Aaron Armstrong (Aaron Nigel Armstrong; * 14. Oktober 1977 in Houston, Vereinigte Staaten) ist ein Sprinter aus Trinidad und Tobago.
2005 gewann er bei den Zentralamerika- und Karibikmeisterschaften hinter Usain Bolt Silber über 200 Meter. Bei den Weltmeisterschaften in Helsinki verzichtete er über 200 Meter auf einen Start im Halbfinale.
2006 wurde er bei den Commonwealth Games in Melbourne Fünfter über 200 Meter.
Bei den Olympischen Spielen 2008 in Peking erreichte er über 200 Meter das Viertelfinale. Er wurde im Vorlauf der 4-mal-100-Meter-Staffel eingesetzt und trug somit zum Gewinn der Goldmedaille durch das Team aus Trinidad und Tobago bei.
2009 scheiterte er bei den Weltmeisterschaften in Berlin über 200 Meter im Vorlauf. Im Jahr darauf gewann er bei den Commonwealth Games in Neu-Delhi Bronze über 100 Meter. 2011 schied er bei den Weltmeisterschaften in Daegu über 100 Meter in der ersten Runde aus und kam mit der 4-mal-100-Meter-Stafette aus Trinidad und Tobago auf den sechsten Platz.
Aaron Armstrong ist der Sohn der Sprinter Ainsley Armstrong und Debra Armstrong (geb. Edwards).

## Persönliche Bestzeiten
- 60 m: 6,62 s, 11. Februar 2005, Fayetteville
- 100 m: 10,03 s, 20. Juni 2009, Port of Spain
- 200 m: 20,08 s, 10. April 1999, Norman
  - Halle: 20,81 s, 9. März 2001, Fayetteville